# TAPISTA
株式会社TAPISTA（タピスタ）は、東京都渋谷区に本社を置く、タピオカドリンク専門チェーン店である。

## 概要
インキュベーション事業を主に行う株式会社ダーウィンホールディングスのグループ会社である。
映画のワンシーンのような“フレンチダイナー”をイメージしており、飲む“シーン”までもユニークにしたいという思いのもと誕生。2019年4月20日にフラッグシップ店として渋谷店をオープンさせ、2020年1月現在で計12店舗展開している。
販売されているミルクティーには、紅茶鑑定士のもと開発した本格的なミルクティーを使用している。
2023年2月、会社清算。

## 店舗
- 渋谷店(フラッグシップ店)
- 御茶ノ水店
- 下高井戸店
- 静岡店
- 立川店
- 池袋店
- くずはモール店
- イオンモール熊本店
- イオンモール宇城店
- イオンモール宇城店
- 柏の葉キャンパス店